# Arthropleura
Arthropleura byl rod velkých, až tři metry dlouhých členovců, žijících v prvohorách v karbonu.

## Popis
Jedná se nejspíš o největší známé členovce, kteří kdy na Zemi (v suchozemských ekosystémech) žili. Jejich existence je doložena zachováním fosilních stop ve skále v dnešním Skotsku. Zachované fosilní nálezy jsou jen jednoduché, takže přesný vzhled živočicha je neznámý. Arthropleura je nicméně často virtuálně zobrazována v televizních dokumentech. Žila v tenkrát rozsáhlých deštných pralesích a nejspíše se živila rostlinami.
Největší známý exemplář, zachovaný jako série stop, patřil asi 2,63 metru dlouhému jedinci o hmotnosti kolem 50 kilogramů.

## V populární kultuře
Televizní pořady, ve kterých lze spatřit artropleuru:
- Putování s pravěkými monstry (2005)
- Prehistorický park (2006)
- Pravěk útočí (2007)
- Prehistorická monstra (2008)
- Velkoměsta v pravěku (2009)
- Počátky života (2010)
- Život na Zemi: Nový pravěk (2016)

Filmy, ve kterých lze spatřit artropleuru:
- Dinosaur Island (2014)
- Život na naší planéte (2024)

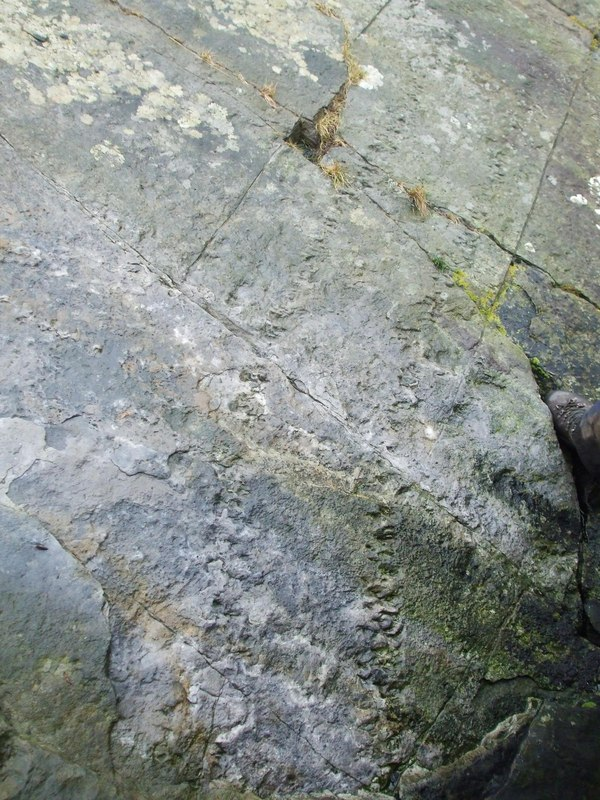
Zkaměnělé stopy artropleury na skotském ostrově Arran
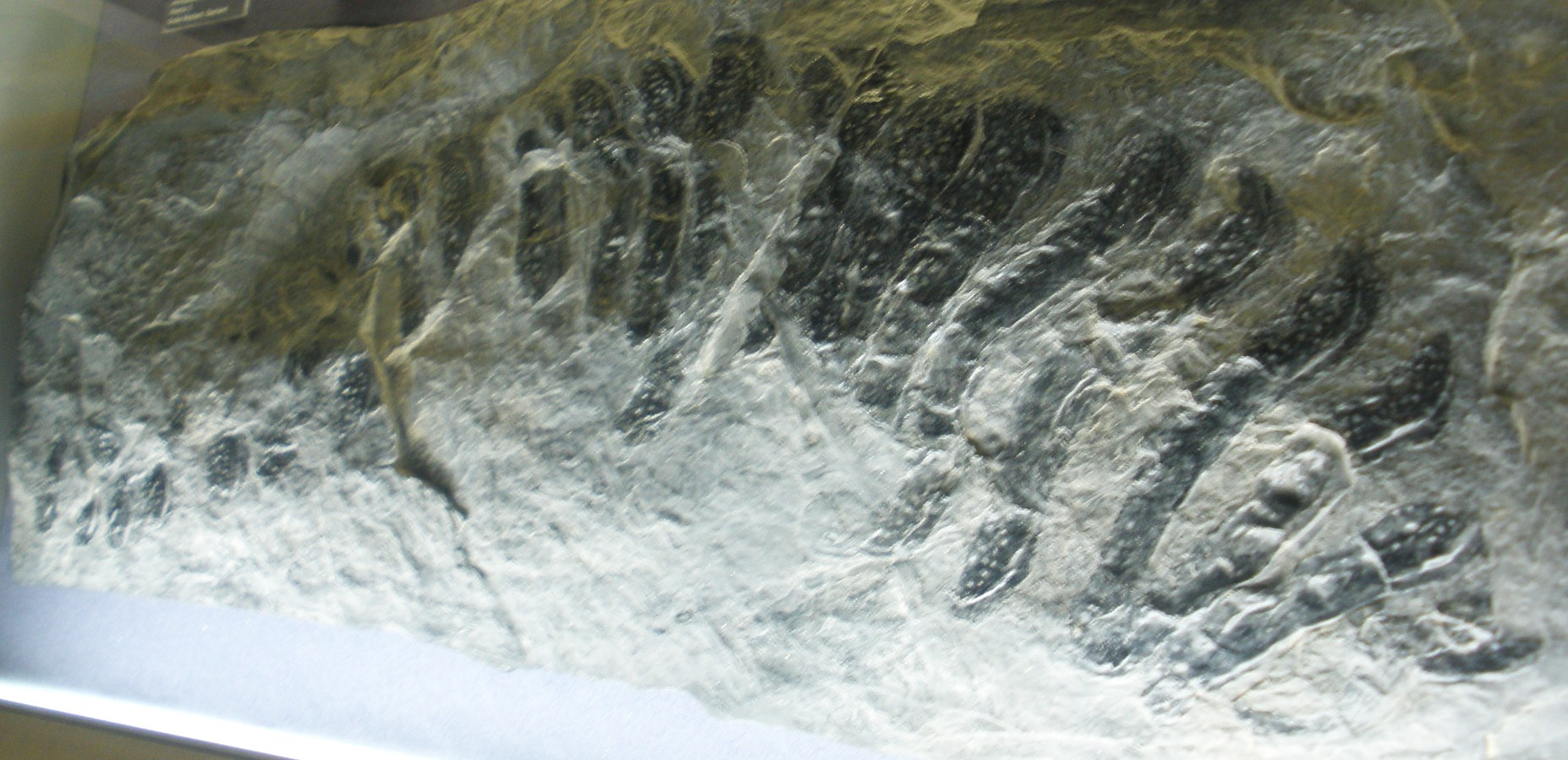
Zkamenělina artropleury ve Frankfurtském muzeu